# Basirhat
Basirhat ist eine Stadt im indischen Bundesstaat Westbengalen mit rund 125.000 Einwohnern (Volkszählung 2011). Sie liegt im Distrikt Uttar 24 Pargana und ist Teil der Agglomeration Kolkata.

## Bevölkerung
Der starke Anstieg der städtischen Bevölkerungszahlen beruht im Wesentlichen auf der Zuwanderung von Familien aus ländlichen Regionen.
| Jahr      | 1991    | 2001    | 2011    |
| Einwohner | 101.409 | 113.159 | 125.254 |

Basirhat hat ein Geschlechterverhältnis von 981 Frauen pro 1000 Männer und damit einen für Indien häufigen Männerüberschuss. Die Stadt hatte 2011 eine Alphabetisierungsrate von 87,35 % (Männer: 90,51 %, Frauen: 84,15 %).  Die Alphabetisierung liegt damit weit über dem nationalen Durchschnitt und dem von Westbengalen. Knapp 77,6 % der Bevölkerung sind Hindus, ca. 22,2 % sind Muslime und ca. 0,2 % gaben keine Religionszugehörigkeit an oder praktizierten andere Religionen. 8,9 % der Bevölkerung sind Kinder unter 6 Jahre.

## Infrastruktur
Die Stadt hat einen Bahnhof, der sie mit Kolkata und dem Rest Indiens verbindet.